# Ambalabe (Antalaha)
Ambalabe è una città e comune del Madagascar situata nel distretto di Antalaha, regione di Sava. 
La popolazione del comune rilevata nel censimento 2001 era pari a 16 250 unità.